# Robert Entress
Robert Entress (* 2. Juni 1851 in Rottenburg am Neckar; † 6. März 1913 in Ellwangen (Jagst)) war ein württembergischer Oberamtmann.

## Leben und Werk
Der Sohn eines Kaufmanns besuchte das Obergymnasium in Rottweil. Von 1870 bis 1874 studierte er Regiminalwissenschaften in Tübingen. Von 1874 bis 1876 war er als Probereferendär und Aktuariatsverweser bei verschiedenen Oberämtern tätig. 1876 wurde er Amtmann beim Oberamt Geislingen und 1877 beim Oberamt Biberach. Von 1883 bis 1886 arbeitete er als Kollegialhilfsarbeiter bei der Regierung des Donaukreises in Ulm und von 1886 bis 1887 bei der Regierung des Schwarzwaldkreises in Reutlingen. Ab 1887 leitete er als Oberamtmann das Oberamt Vaihingen, von 1889 bis 1893 das Oberamt Künzelsau und von 1893 bis 1896 das Oberamt Ellwangen. Von 1886 bis 1909 war er Regierungsrat bei der Regierung des Jagstkreises in Ellwangen. 1909 trat Robert Entress in den Ruhestand.

## Ehrungen
- Ritterkreuz 1. Klasse des Friedrichs-Ordens
- Karl-Olga-Medaille in Bronze
- Landwehr-Dienstauszeichnung 2. Klasse
- Jubiläumsmedaille in Bronze
- deutsche Kriegsdenkmünze